# Liste der Baudenkmale in Hemmingen (Niedersachsen)
Die unvollständige Liste der Baudenkmale in Hemmingen nennt die Baudenkmale der niedersächsischen Gemeinde Hemmingen. Quelle der Baudenkmale ist der Denkmalatlas Niedersachsen.

## Allgemein
In den Spalten befinden sich folgende Informationen:
- Lage: die Adresse des Baudenkmales und die geographischen Koordinaten. Kartenansicht, um Koordinaten zu setzen. In der Kartenansicht sind Baudenkmale ohne Koordinaten mit einem roten Marker dargestellt und können in der Karte gesetzt werden. Baudenkmale ohne Bild sind mit einem blauen Marker gekennzeichnet, Baudenkmale mit Bild mit einem grünen Marker.
- Bezeichnung: Bezeichnung des Baudenkmales
- Beschreibung: die Beschreibung des Baudenkmales. Unter § 3 Abs. 2 NDSchG werden Einzeldenkmale und unter § 3 Abs. 3 NDSchG Gruppen baulicher Anlagen und deren Bestandteile ausgewiesen.
- ID: die Objekt-ID des Baudenkmales
- Bild: ein Bild des Baudenkmales, ggf. zusätzlich mit einem Link zu weiteren Fotos des Baudenkmals im Medienarchiv Wikimedia Commons. Wenn man auf das Kamerasymbol klickt, können Fotos zu Baudenkmalen aus dieser Liste hochgeladen werden:

## Arnum

### Einzeldenkmale
| Lage                                            | Bezeichnung | Beschreibung | ID       | Bild           |
| ----------------------------------------------- | ----------- | --- | -------- | -------------- |
| Göttinger Straße 77A 52° 18′ 7″ N, 9° 44′ 27″ O | Kapelle     | Die Wehrkapelle Arnum ist hinter einem Gasthof versteckt. Erbaut wurde sie wahrscheinlich im 15. Jahrhundert vermutlich als Wachturm. | 31139809 | Weitere Bilder |

## Devese

### Gruppe: Hemmingen, Devese, Krumme Str. 5
Die Gruppe „Hemmingen, Devese, Krumme Str. 5“ hat die ID 31078893.

| Lage                                        | Bezeichnung | Beschreibung                                                  | ID       | Bild           |
| ------------------------------------------- | ----------- | ------------------------------------------------------------- | -------- | -------------- |
| Krumme Straße 5 52° 18′ 58″ N, 9° 42′ 30″ O | Wohnhaus    | Der Stil des Hauses wird auch als Zuckerrübenburg bezeichnet. | 31139868 | Weitere Bilder |
| Krumme Straße 5 52° 18′ 59″ N, 9° 42′ 31″ O | Stall       |                                                               | 31141442 |                |
| Krumme Straße 5 52° 18′ 58″ N, 9° 42′ 31″ O | Scheune     |                                                               | 31141459 |                |

### Einzelbaudenkmale
| Lage                                         | Bezeichnung              | Beschreibung | ID       | Bild           |
| -------------------------------------------- | ------------------------ | --- | -------- | -------------- |
| Am Denkmal 52° 18′ 56″ N, 9° 42′ 42″ O       | Gefallenendenkmal Devese | | 31139826 |                |
| Vorm Dorfe 10 52° 18′ 53″ N, 9° 42′ 37″ O    | Wohnhaus                 | Das Wohnhaus ist eins der ältesten in Devese. Das Haus wurde Anfang des 19. Jahrhunderts im Stil der Häuser in Pattensen erbaut. Besonderheit ist die Einheitlichkeit mit Ummauerung, Scheune und Stall. | 31139913 |                |
| Vorm Dorfe 52° 18′ 50″ N, 9° 42′ 37″ O       | Grabdenkmal              | | 31139895 |                |
| Westerfelder Weg 52° 18′ 56″ N, 9° 42′ 41″ O | Kapelle                  | Die Kapelle Devese ist eine Fachwerkkapelle. Sie befindet sich am nördlichen Dorfrand. | 31139969 | Weitere Bilder |
| Krumme Straße 1 52° 18′ 57″ N, 9° 42′ 35″ O  | Wohnhaus                 | | 31141692 |                |

## Harkenbleck

### Gruppe: Hofanlage Steinbrink 14
Die Gruppe „Hofanlage Steinbrink 14“ hat die ID 31076700.

| Lage                                     | Bezeichnung              | Beschreibung                                            | ID       | Bild |
| ---------------------------------------- | ------------------------ | ------------------------------------------------------- | -------- | ---- |
| Steinbrink 14 52° 17′ 28″ N, 9° 46′ 8″ O | Wohn-/Wirtschaftsgebäude | Hofanlage mit 1805 errichtetem Wohn-/Wirtschaftsgebäude | 31140107 | BW   |
| Steinbrink 14 52° 17′ 27″ N, 9° 46′ 7″ O | Scheune                  |                                                         | 31140125 | BW   |

### Einzeldenkmale
| Lage                                         | Bezeichnung                   | Beschreibung | ID       | Bild           |
| -------------------------------------------- | ----------------------------- | --- | -------- | -------------- |
| An der Kapelle 9 52° 17′ 29″ N, 9° 45′ 57″ O | Kapelle                       | Die Kapelle Harkenbleck wurde im Jahre 1412 als Wehrkirche erbaut. Im Inneren befindet sich eine Barockkanzel, die Eleonora von Reden im Jahre 1687 gestiftet hatte. | 31139986 | Weitere Bilder |
| Hallerskamp 6 52° 17′ 23″ N, 9° 45′ 57″ O    | Siebstein                     | Der Siebstein oder Siebmacherstein ist einer der wenigen im früheren Landkreis erhaltenen Kreuzsteine. Ursprünglich wohl ein Sühnestein. Bis 1911 diente er als Brücke über einen Graben. An seinem Fundort soll einst eine Magd einen als Gespenst verkleideten Siebmacher erschlagen haben. Der Stein wurde mehrfach umgesetzt, heute steht er vor der Mehrzweckhalle. | 31140004 | Weitere Bilder |
| In der Gatze 2 52° 17′ 23″ N, 9° 46′ 6″ O    | Wohn-/Wirtschaftsgebäude      | | 31140021 |                |
| Arnumer Straße 1 52° 17′ 24″ N, 9° 45′ 58″ O | Gaststätte                    | Die Gaststätte mit einem Saalanbau ist ein Ziegelbau mit zwei Stockwerken. | 31140055 |                |
| Arnumer Straße 1 52° 17′ 24″ N, 9° 45′ 58″ O | Saalanbau                     | | 31141648 | BW             |
| Steinbrink 7 52° 17′ 28″ N, 9° 46′ 2″ O      | Wohnhaus                      | Das Haus wurde 1894 aus Ziegel erbaut. Es ist Teil einer Hofanlage. | 31140073 |                |
| Steinbrink 8 52° 17′ 25″ N, 9° 46′ 8″ O      | Wohnhaus                      | 1842 errichtetes Wohn-/Wirtschaftsgebäude | 31140090 | BW             |
| Redener Straße 52° 17′ 24″ N, 9° 46′ 0″ O    | Gefallenendenkmal Harkenbleck | | 31140038 |                |

## Hemmingen

### Gruppe: Friedhof Weetzener Landstraße
Die Gruppe „Friedhof Weetzener Landstraße“ hat die ID 31076793.

| Lage                                             | Bezeichnung          | Beschreibung | ID       | Bild |
| ------------------------------------------------ | -------------------- | ------------ | -------- | ---- |
| Weetzener Landstraße 52° 19′ 13″ N, 9° 44′ 21″ O | Friedhof             |              | 31141184 |      |
| Weetzener Landstraße 52° 19′ 14″ N, 9° 44′ 17″ O | Neue Kapelle         |              | 36022637 |      |
| Weetzener Landstraße 52° 19′ 12″ N, 9° 44′ 18″ O | Alte Kapelle         |              | 31141584 |      |
| Weetzener Landstraße 52° 19′ 13″ N, 9° 44′ 19″ O | Grabstätte Von Alten |              | 31141666 |      |
| Weetzener Landstraße 52° 19′ 12″ N, 9° 44′ 19″ O | Grabmal Dettmer      |              | 40723199 |      |

### Gruppe: Ortskern Hemmingen-Westerfeld
Die Gruppe „Ortskern Hemmingen-Westerfeld“ hat die ID 31076772.

| Lage                                       | Bezeichnung                 | Beschreibung | ID       | Bild           |
| ------------------------------------------ | --------------------------- | --- | -------- | -------------- |
| Kapellenweg 52° 19′ 14″ N, 9° 44′ 57″ O    | Kapelle                     | Die Kapelle Hemmingen wurde wahrscheinlich im 16. Jahrhundert erbaut. | 31141014 | Weitere Bilder |
| Kapellenweg 52° 19′ 14″ N, 9° 44′ 57″ O    | Gefallenendenkmal Hemmingen | | 31140635 |                |
| Kapellenweg 52° 19′ 14″ N, 9° 44′ 58″ O    | Ritterstein                 | Der Ritterstein lag seit 1898 als Trittplatte vor dem Wohnhaus. Nach 2000 auf ehemaligen Parkplatz hinter der Kapelle versetzt. | 31141034 | Weitere Bilder |
| Kapellenweg 2 52° 19′ 15″ N, 9° 44′ 55″ O  | Pfarrhaus                   | Wohn-/Wirtschaftsgebäude. 1868 als Pfarrhaus errichteter zweigeschossiger Ziegelbau mit quererschlossenem Wirtschaftsteil. Teil des Denkmalbereichs des alten Ortskerns. | 31141054 |                |
| Kapellenweg 3 52° 19′ 16″ N, 9° 44′ 57″ O  | Wohnhaus                    | Das Wohnhaus der Hofanlage ist ein zweigeschossiger Ziegelbau mit symmetrischer Fassadengliederung durch Gesimse, Lisenen und Fensterachsen. Teil des Denkmalbereichs des alten Ortskerns. | 31141072 |                |
| Kapellenweg 3 52° 19′ 15″ N, 9° 44′ 57″ O  | Scheune                     | | 31141092 |                |
| Kapellenweg 4 52° 19′ 16″ N, 9° 45′ 0″ O   | Wohn-/Wirtschaftsgebäude    | Das Wohnhaus der Hofanlage war ursprünglich ein Wohnwirtschaftsgebäude. Der Wohnteil des Hallenhauses blieb erhalten. Der Wirtschaftsteil wurde durch einen zweigeschossigen Ziegelbau mit symmetrischer Fassadengliederung durch Gesimse, Lisenen und Fensterachsen ersetzt. Teil des Denkmalbereichs des alten Ortskerns. | 31141130 |                |
| Kapellenweg 4 52° 19′ 16″ N, 9° 45′ 2″ O   | Wohnhaus                    | | 31141110 |                |
| Kapellenweg 5 52° 19′ 14″ N, 9° 45′ 2″ O   | Wohnhaus                    | Das Wohnhaus der Hofanlage ist ein zweigeschossiger Ziegelbau mit symmetrischer Fassadengliederung durch Gesimse, Lisenen und Fensterachsen. Teil des Denkmalbereichs des alten Ortskerns. | 31141148 |                |
| Kapellenweg 5 52° 19′ 13″ N, 9° 45′ 1″ O   | Scheune                     | | 31141166 | BW             |
| Kapellenweg 7 52° 19′ 14″ N, 9° 44′ 55″ O  | Wohn-/Wirtschaftsgebäude    | | 31140686 |                |
| Dorfstraße 49 52° 19′ 13″ N, 9° 44′ 55″ O  | Wirtschaftsgebäude          | Anfang des 19. Jahrhunderts errichtetes Wohnhaus der Hofanlage. Vierständerbau unter Halbwalmdach mit Scheunenanbau an der Südseite. Weiß gestrichener Wohnteil zweistöckiges Hallenhaus mit roter Ziegelausmauerung. Heutige Nutzung durch Getränkehandel. Teil des Denkmalbereichs des alten Ortskerns.                   | 31140704 |                |
| Dorfstraße 57 52° 19′ 11″ N, 9° 45′ 0″ O   | Wohnhaus                    | | 31140739 |                |
| Gänsemarsch 1 C 52° 19′ 12″ N, 9° 45′ 0″ O | Scheune                     | | 31140779 |                |
| Gänsemarsch 1 D 52° 19′ 12″ N, 9° 45′ 1″ O | Wagenschauer                | | 31141476 | BW             |
| Gänsemarsch 1 E 52° 19′ 11″ N, 9° 45′ 1″ O | Wohn-/Wirtschaftsgebäude    | | 31140759 |                |
| Gänsemarsch 1 F 52° 19′ 11″ N, 9° 45′ 0″ O | Wirtschaftsgebäude          | | 31141567 | BW             |
| Gänsemarsch 3 52° 19′ 15″ N, 9° 44′ 58″ O  | Nebengebäude                | | 36016524 |                |
| Gänsemarsch 3 52° 19′ 15″ N, 9° 44′ 59″ O  | Längsdurchfahrtsscheune     | | 36016479 |                |
| Gänsemarsch 5 52° 19′ 17″ N, 9° 45′ 0″ O   | Scheune                     | | 31140917 |                |
| Gänsemarsch 5 52° 19′ 18″ N, 9° 45′ 2″ O   | Wohn-/Wirtschaftsgebäude    | | 31140899 |                |
| Gänsemarsch 5 52° 19′ 16″ N, 9° 45′ 3″ O   | Bogenbrücke                 | | 31140874 | BW             |

### Gruppe: Rittergut Hemmingen
Die Gruppe „Rittergut Hemmingen“ hat die ID 31076782.

| Lage                            | Bezeichnung          | Beschreibung                                            | ID       | Bild |
| ------------------------------- | -------------------- | ------------------------------------------------------- | -------- | ---- |
| Gut 1 52° 19′ 5″ N, 9° 45′ 2″ O | Mauer                |                                                         | 31141731 | BW   |
| Gut 1 52° 19′ 5″ N, 9° 45′ 3″ O | Wirtschaftsgebäude   |                                                         | 31140979 | BW   |
| Gut 1 52° 19′ 2″ N, 9° 45′ 4″ O | Grünanlagen          | Gutspark mit hohen, alten Bäumen hinter dem Herrenhaus. | 31141823 |      |
| Gut 2 52° 19′ 2″ N, 9° 45′ 4″ O | Herrenhaus (Bauwerk) |                                                         | 31140958 | BW   |
| Gut 3 52° 19′ 4″ N, 9° 45′ 6″ O | Wirtschaftsgebäude   |                                                         | 50135749 | BW   |

### Einzeldenkmale
| Lage                                             | Bezeichnung              | Beschreibung | ID       | Bild           |
| ------------------------------------------------ | ------------------------ | --- | -------- | -------------- |
| Dorfstraße 27 52° 19′ 20″ N, 9° 44′ 50″ O        | Wohn-/Wirtschaftsgebäude | | 31140669 |                |
| Dorfstraße 50 52° 19′ 12″ N, 9° 44′ 53″ O        | Schule                   | Das 1816 errichtetes Schulhaus ist ein Wohnwirtschaftsgebäude unter Halbwalmdach mit ausgemauerten Gefachen. Wirtschaftsgiebel zweigeschossig. Doppelstützen auf Traufseite und Wohnteilgiebel. Wohnteil wohl in der zweiten Hälfte des 19. Jahrhunderts verändert. | 31140722 |                |
| Dorfstraße 57 52° 19′ 10″ N, 9° 45′ 0″ O         | Schmiede                 | 1861 errichtete Dorfschmiede. Satteldach. Giebeldreieck zum Teil in Fachwerk. Inneneinrichtung fast unverändert erhalten. | 31140800 |                |
| Dorfstraße 63 52° 19′ 10″ N, 9° 45′ 5″ O         | Gaststätte               | 1908 errichtetes zweigeschossiges Hotel. Ziegelgebäude unter Satteldach mit kleinen Walm. Giebelseite zur Straße, Traufseite siebenachsig. | 31140823 |                |
| Gänsemarsch 1 52° 19′ 12″ N, 9° 44′ 58″ O        | Wohn-/Wirtschaftsgebäude | Das im Dielentor 1801 datierte Vierständerfachwerkhaus ist das wahrscheinlich älteste Haus in Hemmingen. Weiß verputzte quadratische Gefache auf Sandsteinsockel. Das Wohnwirtschaftsgebäude wurde um 1980 zum Wohnhaus umgebaut. Teil des Denkmalbereichs des alten Ortskerns.                                                                                                 | 31140840 |                |
| Gänsemarsch 2A 52° 19′ 12″ N, 9° 44′ 56″ O       | Wohn-/Wirtschaftsgebäude | Um 1830 errichtetes Hallenhaus in Vierständerbauweise. Teil des Denkmalbereichs des alten Ortskerns. | 31140857 |                |
| Göttinger Landstraße 52° 19′ 48″ N, 9° 43′ 13″ O | Grenzstein               | Meilenstein „[½] Meile nach Hannover“, gemessen vom Marktplatz der Calenberger Neustadt in Hannover. An der in den 1770er Jahren als eine der ersten beiden Kunststraßen im Kurfürstentum Hannover ausgebauten Göttinger Chaussee. Ursprünglicher Standort nicht hier, sondern wohl nahe Brandkuhle. Der Meilenstein soll nach Ausbau der Bundesstraße neu positioniert werden. | 31140935 | BW             |
| Im Sundern 52° 18′ 52″ N, 9° 44′ 12″ O           | Mausoleum                | Das Mausoleum Graf Carl von Alten ist eine Ruine, es befindet sich im Naturschutzgebiet Im Sundern. Das Mausoleum gehörte der Familie von Alten. Die Grabkapelle wurde für General von Alten, Befehlshaber der hannoverschen Truppen in der Schlacht von Waterloo, erbaut. Geplant hat das Mausoleum Georg Ludwig Friedrich Laves, ausgeführt hat es Conrad Wilhelm Hase.       | 31140997 | Weitere Bilder |

## Hiddestorf

### Gruppe: Ortskern Hiddestorf
Die Gruppe „Ortskern Hiddestorf“ hat die ID 31076731.

| Lage                                          | Bezeichnung                  | Beschreibung | ID       | Bild           |
| --------------------------------------------- | ---------------------------- | --- | -------- | -------------- |
| Ostertorstraße 52° 16′ 48″ N, 9° 42′ 45″ O    | Nikolai-Kirche               | Die Nikolai-Kirche Hiddestorf ist ein einschiffiger Bruchsteinbau mit Eckquaderung. Halbrunde Apsis, quadratischer Chor, 1891 veränderter Turm mit achteckiger Spitze. | 31140268 | Weitere Bilder |
| Ostertorstraße 52° 16′ 48″ N, 9° 42′ 45″ O    | Kirchhof                     | | 31140288 |                |
| Ostertorstraße 52° 16′ 48″ N, 9° 42′ 46″ O    | 5 Kreuzsteine                | Standort auf dem Kirchhof an der Südseite der Kirche. Die Hiddestorfer Kreuzsteine befanden sich früher an der Straße nach Pattensen. | 31140306 | Weitere Bilder |
| Ostertorstraße 19 52° 16′ 49″ N, 9° 42′ 47″ O | Pfarrhaus                    | Das Pfarrhaus befindet sich östlich der Kirche. Zweistöckiges Fachwerkgebäude. Einstöckiger Anbau an der Ostseite. | 31140324 |                |
| Schulstraße 52° 16′ 50″ N, 9° 42′ 43″ O       | Gefallenendenkmal Hiddestorf | Das Gefallenen-Ehrenmal Hiddestorf ist für die im Ersten Weltkrieg Gefallenen aus Hiddestorf und Ohlendorf errichtet. Es stellt einen ruhenden Krieger auf einen Sockel nördlich des Kirchturms dar. Am Sockel Widmung und Namenslisten. Für die im Zweiten Weltkrieg Gefallenen Schrifttafeln an der Mauer daneben. | 31140398 | Weitere Bilder |
| Schulstraße 8 52° 16′ 49″ N, 9° 42′ 42″ O     | Alte Schule                  | Um 1915 errichtetes zweigeschossiges zweiflügeliges Schulhaus mit Mittelbau. Verputztes Fachwerkgebäude auf starkem Sandsteinsockel. | 31140433 |                |

### Gruppe: Hofanlage Hauptstraße 71
Die Gruppe „Hofanlage Hauptstraße 71“ hat die ID 31076710.

| Lage                                       | Bezeichnung | Beschreibung | ID       | Bild |
| ------------------------------------------ | ----------- | ------------ | -------- | ---- |
| Hauptstraße 71 52° 16′ 39″ N, 9° 42′ 17″ O | Wohnhaus    |              | 31140194 |      |
| Hauptstraße 71 52° 16′ 38″ N, 9° 42′ 16″ O | Scheune     |              | 31140212 | BW   |

### Einzelbaudenkmale
| Lage                                          | Bezeichnung              | Beschreibung | ID       | Bild |
| --------------------------------------------- | ------------------------ | --- | -------- | ---- |
| Hauptstraße 31 52° 16′ 56″ N, 9° 42′ 46″ O    | Wohnhaus                 | um 1900 erbautes Wohnhaus einer Hofanlage | 31140143 | BW   |
| Hauptstraße 46 52° 16′ 51″ N, 9° 42′ 32″ O    | Wohnhaus                 | um 1900 erbautes Wohnhaus einer Hofanlage | 31140177 | BW   |
| Ostertorstraße 36 52° 16′ 48″ N, 9° 42′ 52″ O | Wohnhaus                 | Eingeschossiges in Ziegel errichtetes Wohnhaus, sechsachsig. Dreiachsiger Erkervorbau unter Satteldach. Schmiedeeiserner Zaun zur Straße.                | 31140380 |      |
| Schulstraße 5 52° 16′ 51″ N, 9° 42′ 46″ O     | Wohnhaus                 | Im ersten Drittel des 19. Jahrhunderts errichteter längsrechteckiger Wandständerbau mit traufseitigem Eingang. Der Ostgiebel um 1900 in Ziegel erneuert. | 31140416 |      |
| Schulstraße 9 52° 16′ 50″ N, 9° 42′ 49″ O     | Wohn-/Wirtschaftsgebäude | Traufständiger Fachwerkbau von 1849 mit nachträglich eingebautem Dielentor                                                                               | 31140451 |      |

## Ohlendorf
| Lage                                            | Bezeichnung                 | Beschreibung | ID       | Bild           |
| ----------------------------------------------- | --------------------------- | --- | -------- | -------------- |
| Bruchweg 52° 17′ 12″ N, 9° 43′ 6″ O             | Gefallenendenkmal Ohlendorf | Das Vertriebenendenkmal Ohlendorf ist ein 1953 eingeweihtes Denkmal. Anlage um einen Findling mit Inschrift „Wir waren eins in der Liebe zur Heimat und haben ihr alles gegeben.“ | 31140468 | Weitere Bilder |
| Bruchweg 2 52° 17′ 14″ N, 9° 43′ 4″ O           | Wohnhaus                    | Um 1890 gebautes zweigeschossiges Wohnhaus. Der Ziegelbau ist durch Gesimse, Lisenen und Fensterachsen horizontal und vertikal symmetrisch gegliedert. Der alte Haupteingang ist gestaltet als Erkerhaus mit Eck- und Firsttürmchen mit kleinem Austritt auf geschwungenen Sandsteinkonsolen. Ehemaliges Gasthaus. | 31140485 |                |
| Bruchweg 20 52° 17′ 6″ N, 9° 43′ 5″ O           | Scheune                     | Typischer Dreiseithof mit 1863 errichtetem Fachwerkwohnhaus in Wandständerbauweise. Wegen baulicher Veränderungen bis auf die Fachwerkscheune aus dem Verzeichnis gestrichen. | 31140520 |                |
| Hauptstraße/Heifeld 52° 17′ 10″ N, 9° 42′ 51″ O | Gruft                       | Aus Stahlbeton errichtetes ehemaliges Mausoleum der Familie Wilke auf dem Friedhof Ohlendorf. | 31140540 |                |
| Heifeld 12 52° 17′ 8″ N, 9° 43′ 5″ O            | Hofanlage Heifeld 12        | Gruppe baulicher Anlagen. | 31076762 | BW             |
| Heifeld 12 52° 17′ 8″ N, 9° 43′ 5″ O            | Wohn-/Wirtschaftsgebäude    | Teil der Gruppe baulicher Anlagen: 1823 als zweistöckiger Wandständerbau errichtetes Wohnwirtschaftsgebäude. | 31140557 |                |
| Heifeld 12 52° 17′ 8″ N, 9° 43′ 4″ O            | Scheune                     | Teil der Gruppe baulicher Anlagen: 1869 aus Ziegel errichtete Längsdurchfahrtsscheune mit Sandsteintoreinfassung und aufwendigen Ziegelmustern. | 31140577 | BW             |
| Sohlkamp 2 52° 17′ 56″ N, 9° 42′ 37″ O          | Grenzstein                  | Grenzstein von 1768. Im Bürgerholz markiert eine Reihe alter Grenzsteine die ehemalige Grenze der Ämter Calenberg (mit Arnum) und Coldingen (mit Devese, Ihme, Roloven und Ohlendorf). | 31140616 |                |

## Wilkenburg

### Einzelbaudenkmale
| Lage                                  | Bezeichnung              | Beschreibung | ID       | Bild |
| ------------------------------------- | ------------------------ | ------------ | -------- | ---- |
| Am Damm 5 52° 18′ 43″ N, 9° 45′ 35″ O | Wohn-/Wirtschaftsgebäude |              | 31141202 | BW   |

### Gruppe: Ortskern Wilkenburg
Die Gruppe „Ortskern Wilkenburg“ hat die ID 31076805.

| Lage                                            | Bezeichnung                  | Beschreibung | ID       | Bild           |
| ----------------------------------------------- | ---------------------------- | --- | -------- | -------------- |
| Am Damm 9 52° 18′ 47″ N, 9° 45′ 36″ O           | Pfarrscheune                 | Das Haus stammt wahrscheinlich aus der zweiten Hälfte des 18. Jahrhunderts. Es ist eines der letzten erhaltenen Fachwerkgebäude und diente früher als Wirtschaftsgebäude für den Pastor des angrenzenden, ebenfalls unter Denkmalschutz stehenden Pfarrhauses. | 31139843 |                |
| Kirchstraße 52° 18′ 48″ N, 9° 45′ 34″ O         | Kirche                       | St.-Vitus-Kirche Wilkenburg | 31141219 | Weitere Bilder |
| Kirchstraße 52° 18′ 47″ N, 9° 45′ 33″ O         | Gefallenendenkmal Wilkenburg | Gefallenen-Ehrenmal Wilkenburg | 31141258 | Weitere Bilder |
| Kirchstraße 52° 18′ 48″ N, 9° 45′ 34″ O         | Kirchhof                     | | 31141239 |                |
| Kirchstraße 17 52° 18′ 48″ N, 9° 45′ 33″ O      | Wohnhaus                     | | 31141277 |                |
| Kirchstraße 18 52° 18′ 46″ N, 9° 45′ 35″ O      | Pfarrhaus                    | | 31141369 |                |
| Kirchstraße 19 52° 18′ 48″ N, 9° 45′ 35″ O      | Längsdurchfahrtsscheune      | | 31141295 |                |
| Kirchstraße 19 52° 18′ 52″ N, 9° 45′ 34″ O      | Park                         | | 31141330 |                |
| Kirchstraße 21 / 23 52° 18′ 50″ N, 9° 45′ 35″ O | Wohnhaus                     | | 31141512 |                |

## Ehemalige Baudenkmale
Im September 2021 nicht mehr im Denkmalviewer markierte Bauwerke.
| Lage                                                      | Bezeichnung   | Beschreibung | ID       | Bild           |
| --------------------------------------------------------- | ------------- | --- | -------- | -------------- |
| Harkenbleck, An der Kapelle 9 52° 17′ 29″ N, 9° 45′ 57″ O | Mauer         | | 31141631 | BW             |
| Hemmingen, Dorfstraße 18 52° 19′ 23″ N, 9° 44′ 46″ O      | Wohnhaus      | Der Wandständerbau mit fünf Fensterachsen aus der 1. Hälfte des 19. Jahrhunderts ist fast unverändert erhalten.                                                                                                 |          |                |
| Hemmingen, Dorfstraße 59 52° 19′ 10″ N, 9° 45′ 2″ O       | Dorfschmiede  | |          |                |
| Hemmingen, Kapellenweg 52° 19′ 15″ N, 9° 44′ 57″ O        | Steinkreuz    | Das Steinkreuz Hemmingen ist unbekannter Herkunft. Es stand früher als Prellstein an der Ecke der Kapelle, dann rechts vor der Kapellenfassade. Nach 2000 auf ehemaligen Parkplatz hinter der Kapelle versetzt. | 28971387 | Weitere Bilder |
| Hiddestorf, Ihmer Straße 2 52° 16′ 47″ N, 9° 42′ 25″ O    | Hofstelle     | Das Wohnwirtschaftsgebäude ist ein Wandständerbau aus dem 1. Drittel des 19. Jhdts. mit um 1900 durch Ziegel ersetztem Ostgiebel                                                                                |          | BW             |
| Hiddestorf, Ostertorstraße 52° 16′ 49″ N, 9° 42′ 43″ O    | Lutherdenkmal | Auf dem Kirchhof. Zu Luthers 400. Geburtstag wurde auch in Hiddestorf vor der Kirche eine Eiche gepflanzt und dazu ein Gedenkstein aufgestellt.                                                                 |          |                |
| Hiddestorf,Ostertorstraße 25 52° 16′ 49″ N, 9° 42′ 53″ O  | Hofanlage     | |          | BW             |

## Abgegangene Baudenkmale
| Lage                                                                                       | Bezeichnung | Beschreibung | ID | Bild |
| ------------------------------------------------------------------------------------------ | ----------- | --- | -- | --- |
| Hemmingen/Westerfeld, Berliner Straße 52° 19′ 32″ N, 9° 44′ 12″ O                          | Ehrenmal    | Laut Erzählungen ein in den 1990er Jahren beim Kindergartenbau abgebautes und eingelagertes „Berliner Bär“-Relief. |    | [[Vorlage:Bilderwunsch/code!/C:52.325418,9.736606!/D:Hemmingen/Westerfeld, Berliner Straße, Ehrenmal!/\|BW]] |
| Ohlendorf, im Bürgerholz (seit 1995: Empelde, Hansastraße 55a) 52° 20′ 37″ N, 9° 38′ 36″ O | Busse-Stein | Der Busse-Stein stand von 1938 bis 1995 im Bürgerholz „nahe der Försterei“. Er erinnert an den am 5. Mai 1842 im Empelder Holz erschossenen Jäger Wilhelm Busse. Der Stein musste 1936 der Kalihalde Empelde weichen. Seit 1995 steht der Stein wieder auf einem Plateau im Südwesten der Halde. |    | |